# Couvent Santa Clara (Funchal)
Le couvent Santa Clara (en portugais : Convento de Santa Clara) est un couvent de l'ordre des Pauvres Dames ou Clarisses, situé à Funchal, à Madère, au Portugal.

## Histoire
La construction du couvent a commencé au XVe siècle pour accueillir les jeunes filles de la noblesse locale, puis au XVIe siècle par le Capitaine du donataire de Funchal, João Gonçalves da Câmara. L'activité du couvent a duré jusqu'à l'extinction de l'ordre religieux au XIXe siècle.
Le couvent est classé Monument national, depuis 1943.